# El Pueblo Antes que el Lucro
El Pueblo Antes que el Lucro (en inglés: People Before Profit, PBP) es un partido político socialista formado en octubre de 2005. Está activo tanto en la República de Irlanda como en Irlanda del Norte.

## Historia
El PBP se fundó en 2005 como la Alianza del Pueblo Antes que el Lucro por miembros del Partido de los Trabajadores Socialistas (en inglés: Socialist Workers Party, SWP), una organización trotskista afiliada a la Internacional Socialist Tendency (IST). El Grupo de Acción Comunitaria y de los Trabajadores (CWAG, por sus siglas en inglés) del sur de Dublín se unió a la alianza en 2007 y consiguió al primera representante electa del partido, Joan Collins, una activista que estaba en contra del cobro por la recolección de la basura y exmiembro del Partido Socialista.
En febrero de 2018, el SWP se renombró a sí mismo como la Red de Trabajadores Socialistas (en inglés: Socialist Workers Network, SWN) para reflejar "una decisión de enfocarse en construir El Pueblo Antes que el Lucro y con eso ganar y educar a tantos miembros como sea posible en las políticas socialista revolucionarias".

### República de Irlanda
El PBP se postuló a varios distritos electorales en las elecciones generales de 2007, obteniendo alrededor de 9.000 primeras preferencias, con Richard Boyd Barrett, el candidato del distrito de Dún Laoghaire, perdiendo un escaño en el décimo y último recuento por 7.890 votos contra 9.910.
En mayo de 2008, el PBP lanzó una campaña llamando a votar por el No sobre el Tratado de Lisboa cuando fue presentado ante el electorado.
En las elecciones locales de 2009, el PBP presentó doce candidatos, incluidos diez en el condado de Dublín. Aseguró cinco escaños en tres de los cuatro consejos de Dublín. Además de diez miembros del SWP, Joan Collins y Pat Dunne del CWAG se postularon en Dublín y Donnie Fell (un extrabajador y dirigente sindical de Waterford Crystal) en Waterford.
En las elecciones generales de 2011, tanto Richard Boyd Barrett como Joan Collins fueron elegidos al Dáil Éireann como TD (diputados), bajo una postulación conjunta de El Pueblo Antes que el Lucro y la Alianza de Izquierda Unida. 
En abril de 2013, el diputado Joan Collins y Cllr Pat Dunne dejaron el grupo para formar Izquierda Unida, un partido político con el diputado del Partido Socialista Clare Daly. 
En las elecciones locales de mayo de 2014, el PBP ganó 14 escaños, incluidos dos escaños fuera de Dublín en los Consejos del Condado de Sligo y Wexford. 
Se llevaron a cabo conversaciones en agosto de 2015 con la Alianza Antiausteridad sobre la formación de una nueva agrupación política. El 17 de septiembre de 2015, los dos partidos anunciaron que se habían registrado formalmente como un único partido político con propósitos electorales. La nueva organización se llamó Alianza Antiausteridad–El Pueblo Antes que el Lucro. 
En las elecciones generales de 2016, Boyd Barrett fue reelecto. Se le unieron los otros candidatos del PBP, Gino Kenny y Bríd Smith.
En 2016, la consejera Sonya Stapleton, representante del distrito de Pembroke–South Dock en el Ayuntamiento de Dublín, abandonó el partido, al igual que la consejera Ruth Nolan, parte del Consejo del Condado de Dublín Sur por Lucan, quien se unió a Independents 4 Change. En enero de 2019, el consejero de la ciudad de Dublín, John Lyons, renunció al partido debido a disputas con el liderazgo. Posteriormente, Cllr Lyons se convirtió en una figura destacada en la fundación de la Izquierda Independiente. Criticó a su antiguo partido diciendo: "Solidaridad y El Pueblo Antes que el Lucro son los que encajan mejor con nosotros, pero tienen una vida interna jerárquica y cuidadosamente controlada que no es adecuada para el cambio socialista".
Luego de las elecciones generales de 2020, el partido retuvo sus tres diputados. El 28 de febrero de 2021, RISE, un partido socialista democrático que se había escindido de Solidaridad en 2019, se fusionó con El Pueblo Antes que el Lucro.

### Irlanda del Norte
El Pueblo Antes que el Lucro presentó sin éxito un candidato, Sean Mitchell, en las elecciones de la Asamblea de Irlanda del Norte de 2007, recibiendo 774 primeras preferencias en el distrito electoral de Belfast Oeste. Se ganó con éxito el derecho a presentarse en una elección al amenazar con llevar, al entonces Secretario de Estado para Irlanda del Norte, Peter Hain, a los tribunales si el vacío legal que le impedía hacerlo se cumplía. (Inglaterra, Escocia y Gales se habían asegurado el derecho de impugnar candidatos menores de 20 años, siempre que fueran mayores de 18 años, para los distritos electorales del gobierno delegado, mientras que Irlanda del Norte había sido simplemente excluida). El Pueblo Antes que el Lucro presentó cuatro candidatos en las elecciones a la Asamblea de Irlanda del Norte de mayo de 2011, obteniendo 5.438 votos de primera preferencia en total, pero sin lograr escaños en la nueva Asamblea. Su candidato más exitoso en esas elecciones fue Eamonn McCann, quien obtuvo 3.120 votos de primera preferencia, o el 8% del total, en el distrito electoral de Foyle. 
En la elección parcial de Belfast Oeste de junio de 2011, Gerry Carroll obtuvo 1.751 votos (7,6%) quedando en tercer lugar y por delante de ambos candidatos unionistas. 
En las elecciones de 2014 para el Consejo de la Ciudad de Belfast, Gerry Carroll se convirtió en el primer consejero de PBP electo en Irlanda del Norte, logrando el tercer lugar en el distrito de Black Mountain, con 1,691 votos de primera preferencia. 
En mayo de 2016, Carroll encabezó la votación en el distrito electoral de Belfast Oeste en las Elecciones a la Asamblea de 2016 con 8.299 votos (22,9%), casi 4.000 votos de primera preferencia de diferencia con su rival más cercano, el diputado del Sinn Féin Fra McCann (Sinn Féin postuló a cinco candidatos) Esta victoria aseguró al PBP su primer miembro electo en la Asamblea. Eamonn McCann también logró un escaño en el distrito electoral de Foyle. En 2017, Carroll retuvo su escaño pero con una votación muy reducida (12,2%), mientras que McCann perdió el suyo.
En la Asamblea de Irlanda del Norte, el partido no se designa como unionista ni como nacionalista irlandés, sino "Otro".
El Pueblo Antes que el Lucro apoyó abandonar la UE pero no hizo campaña por un voto a favor de la salida en el referéndum de la UE de 2016. El apoyo de El Pueblo Antes que el Lucro al Brexit atrajo las críticas del Sinn Féin y activistas en favor de permanecer, especialmente cuando Irlanda del Norte votó por quedarse. Este fue un factor en la pérdida del escaño de McCann en Foyle.
El partido ganó 4 escaños nuevos en las elecciones locales de 2019. El Pueblo Antes que el Lucro ganó 5 consejeros, 3 en el Ayuntamiento de Belfast y 2 en Derry. Tiene el segundo número más bajo de escaños, justo por delante del Partido Unionista Progresista. 
El partido contó con dos candidatos en las elecciones generales de 2019, siendo su mejor desempeño el de Carroll en el escaño de Belfast Oeste: ocupó el segundo lugar con un 16%.

## Resultados electorales y gobiernos

### Irlanda del Norte

#### Elecciones a la Asamblea de Irlanda del Norte
| Elección | Asamblea | Votos de Primera Preferencia | % de votos | Escaños | Gobierno                        |
| -------- | -------- | ---------------------------- | ---------- | ------- | ------------------------------- |
| 2007     | 3.ª      | 774                          | 0,1%       | 0/108   | DUP–Sinn Féin–SDLP–UUP–Alliance |
| 2011     | 4.ª      | 5.438                        | 0,8%       | 0/108   | DUP–Sinn Féin–SDLP–UUP–Alliance |
| 2016     | 5.ª      | 13.761                       | 2,0%       | 2/108   | DUP–Sinn Féin                   |
| 2017     | 6.ª      | 14.100                       | 1,8%       | 1/90    | DUP–Sinn Féin–SDLP–UUP–Alliance |
| 2022     | 7.ª      | 9.798                        | 1,2%       | 1/90    | Por determinar                  |

#### Elecciones a Westminster
| Elección | Votos | % de votos | Escaños | Gobierno                               |
| -------- | ----- | ---------- | ------- | -------------------------------------- |
| 2010     | 2.936 | 0,0%       | 0/18    | Partido Conservador–Liberal Demócratas |
| 2015     | 7.854 | 0,0%       | 0/18    | Partido Conservador                    |
| 2017     | 5.509 | 0,0%       | 0/18    | Partido Conservador (+DUP)             |
| 2019     | 7.526 | 0,0%       | 0/18    | Partido Conservador                    |

#### Elecciones locales
| Elección | Votos de Primera Preferencia | % de votos | Escaños |
| -------- | ---------------------------- | ---------- | ------- |
| 2011     | 1.721                        | 0,3%       | 0/883   |
| 2014     | 1.923                        | 0,3%       | 1/462   |
| 2019     | 9.478                        | 1,4%       | 5/462   |

### República de Irlanda

#### Elecciones al Dáil Éireann
| Elección | Dáil | Votos de Primera Preferencia | % de votos | Escaños | Gobierno                                          |
| -------- | ---- | ---------------------------- | ---------- | ------- | ------------------------------------------------- |
| 2007     | 30.º | 9.333                        | 0,5%       | 0/166   | Fianna Fáil–Partido Verde-Demócratas Progresistas |
| 2011     | 31.º | 21.551                       | 1,0%       | 2/166   | Fine Gael–Partido Laborista                       |
| 2016     | 32.º | 42.174                       | 1,98%      | 3/158   | Fine Gael–Independientes                          |
| 2020     | 33.º | 40.220                       | 1,84%      | 4/160   | Fianna Fáil–Fine Gael–Partido Verde               |

#### Elecciones locales
| Elección | Votos de Primera Preferencia | % de votos | Escaños |
| -------- | ---------------------------- | ---------- | ------- |
| 2009     | 15.879                       | 0,8%       | 5/883   |
| 2014     | 29.051                       | 1,7%       | 14/949  |
| 2019     | 21.972                       | 1,29%      | 7/949   |

### Elecciones europeas
El Pueblo Antes que el Lucro solo ha disputado las elecciones europeas en la República de Irlanda. 
| Elección | Votos de Primera Preferencia | % de votos | Escaños |
| -------- | ---------------------------- | ---------- | ------- |
| 2014     | 23.875                       | 1,5%       | 0/11    |
| 2019     | 33.804                       | 1,9%       | 0/13    |